# Bino
Bino (eigentlich Benedetto Arico; * 24. April 1953 in Palermo; † 19. Oktober 2010 ebenda) war ein italienischer Schlagersänger.

## Werdegang
Zunächst studierte Bino Architektur, um das Unternehmen seines Vaters zu übernehmen. Doch dann kehrte er Italien den Rücken und kam 1975 als Musiker nach Deutschland, zunächst nach Schopfheim im Schwarzwald. Im nahegelegenen Bad Säckingen schloss er sich der Gruppe I Figli Di Yuma an, mit der er durch die Region und durch die Schweiz tourte. Dann kam Arico nach Oldenburg, wo er sich mal als Eisverkäufer, mal als Sänger bei Festen verdingte, und schließlich nach Hamburg, wo Produzent Rainer Felsen vom Label Pingo Music auf ihn aufmerksam wurde.

Label der Single Mama Leone von Bino, Carrere International 1978

Mit dem Song Mama Leone landete Bino 1978 seinen größten Erfolg. Der Titel wurde von Drafi Deutscher unter seinem Pseudonym Renate Vaplus komponiert und getextet und erstmals bereits im Jahr 1976 mit Ruth Händel auf Polydor veröffentlicht. Mit dem sehr weichen und eher volkstümlich verträumten Arrangement wurde der Titel jedoch kein Erfolg und so veröffentlichte man ihn am 3. März 1978 mit Mike Mareen auf CBS in einer moderneren Fassung. Als auch diese Version nicht so wirklich Fahrt aufnahm, entschied die Plattenfirma CARRERE das neue Arrangement im Sommer des gleichen Jahres nochmal mit einem authentischen jungen Italiener aus Palermo aufzunehmen und damit war die richtige Erfolgsmischung gefunden. Das Lied wurde nach dem Erfolg in Deutschland auch gleich noch in einer italienischen Fassung aufgenommen, für die Bino selbst den Text geschrieben hatte. Am 23. November 1978 waren beide Versionen zur gleichen Zeit in den Top 10 der deutschen Charts (Plätze 4 und 5). Bino war acht Wochen Nummer 1 in Österreich, vier Wochen auf Platz 1 der Schweizer Hitparade. Weltweit wurde Mama Leone 20 Millionen Mal verkauft. 1997 widmete er seinen Song der verstorbenen katholischen Ordensschwester Mutter Teresa. Mit Bambino (Platz 18 in Österreich), ebenfalls aus der Feder von Drafi Deutscher, hatte er einen zweiten, aber wesentlich kleineren Erfolg.
In den 1980er und 1990er Jahren betrieb Bino verschiedene Kneipen in Oldenburg bzw. war daran beteiligt. „Viva l’artista“ hieß 1993–1998 sein Lokal an der Donnerschweer Straße, wo häufig Musik-Sessions stattfanden. In dieser Zeit betätigte sich Bino für andere Musiker als Produzent, unter anderem für den Schlagersänger Oliver Lukas.
Gemeinsam mit Drafi Deutscher produzierte Bino 2003 unter dem Namen La Dolce Vita feat. Bino & Drafi eine Single mit den Stücken Buona sera und Muy bien, die über die Deutsche Austrophon verlegt wurde. Die Single hatte jedoch trotz guter Medienpräsenz keinen nennenswerten Erfolg.
Bino lebte mit seiner Lebensgefährtin Katrin auf Mallorca. Er starb im Alter von 57 Jahren in Palermo an Krebs.

## Diskografie

### Alben
- 1978: Mama Leone
- 1979: Bambino
- 1980: Bino
- 1991: Mama Leone (Kompilation)
- 2008: Emozioni

### Singles
- 1978: Mama Leone
- 1978: Mama Leone (deutsch)
- 1978: Bambino (deutsch)
- 1979: Maria
- 1979: Maria (deutsch)
- 1979: Bambino
- 1980: Sera
- 1980: Frieden
- 1980: Angela che sarà
- 1980: Angela che sarà (deutsch)
- 1981: Porto Christo, addios
- 1982: Bella tu
- 1984: Mia Kalifornia
- 1985: Viva l’amore
- 1990: Italia Italia
- 2003: Buona sera (La Dolce Vita feat. Bino & Drafi)